# Crepis acuminata
Crepis acuminata es una especie de planta herbácea perteneciente a la familia de las asteráceas. Es originaria del oeste de los Estados Unidos,

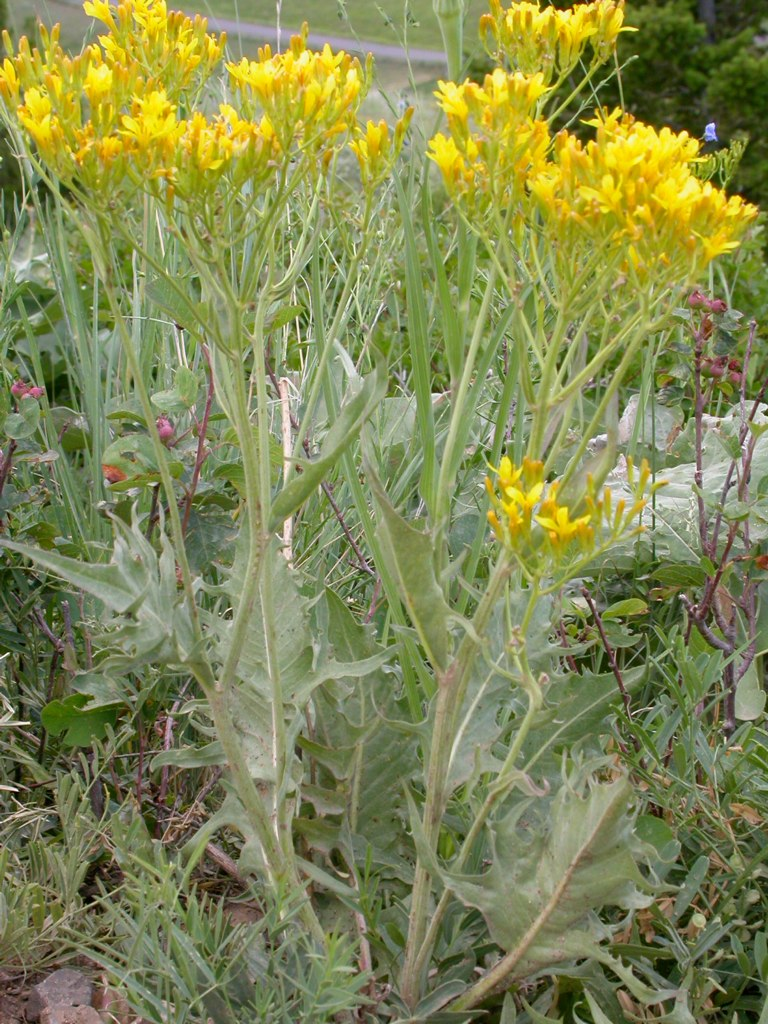
Vista de la planta

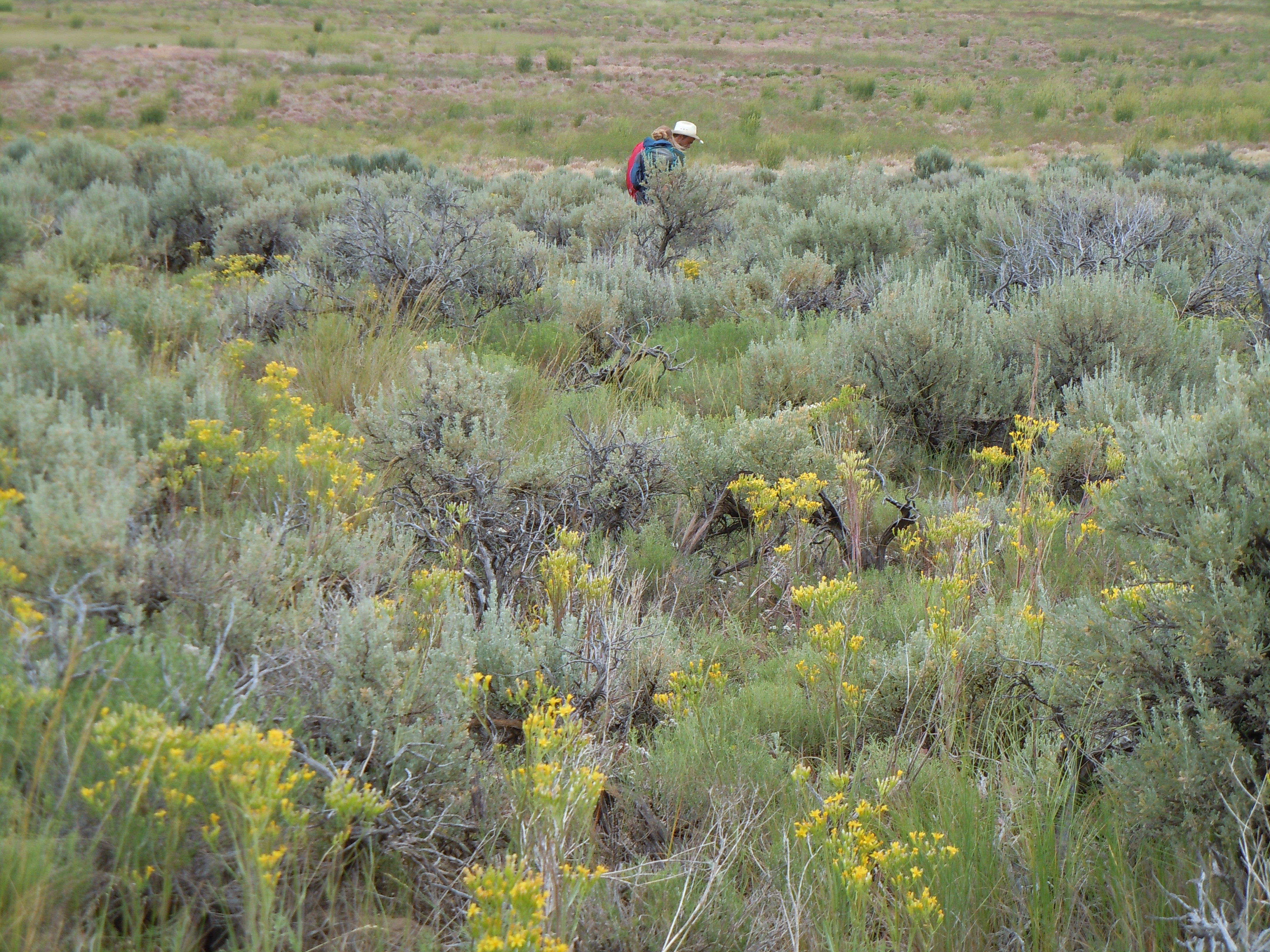
En su hábitat

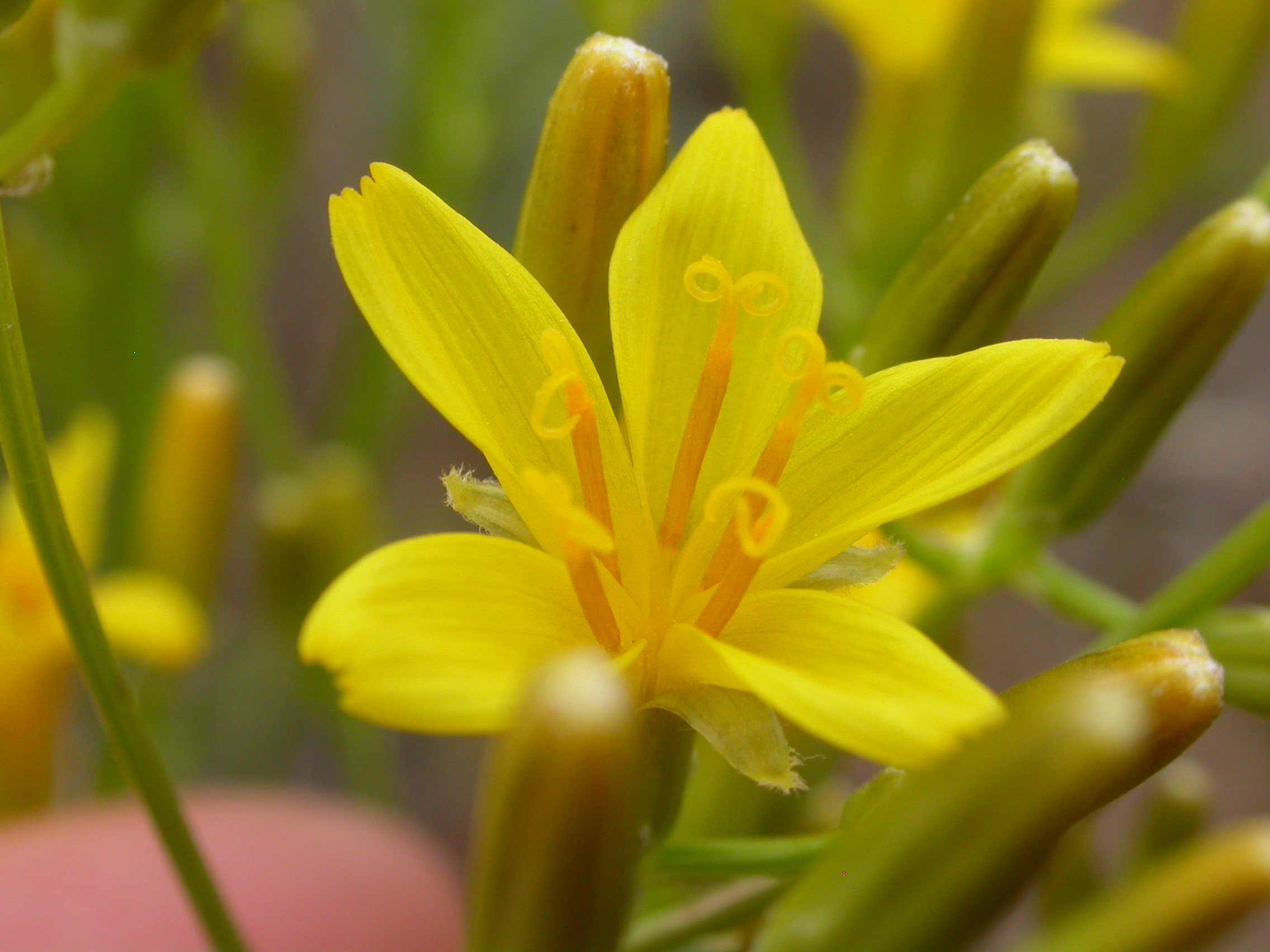
Detalle de la flor

## Descripción
Es una planta herbácea perenne con tallo ramificado que aclanza hasta 70 centímetros de altura a partir de una raíz pivotante. Las hojas son verdes-grises, largas y cortadas con, señaló lóbulos triangulares. La más larga, cerca de la base de la planta, puede alcanzar los 40 centímetros de longitud. La inflorescencia es un conjunto abierto de flores en la parte superior de las ramas del tallo. Cada una de las muchos capítulos de flores está envuelto en lbrácteas vellosas. La cabeza de la flor se abre en una cara de hasta 10 flores liguladas amarillas. No hay flores en el disco. El fruto es un estrecho aquenio de 8 milímetros de largo con punta de 7 con un mechón de pelos blancos.

## Taxonomía
Crepis acuminata fue descrita por Thomas Nuttall y publicado en Transactions of the American Philosophical Society, new series 7: 437. 1841.
Etimología
Crepis: nombre genérico que deriva de las palabras griegas: 
krepis, que significa " zapatilla "o" sandalia ", posiblemente en referencia a la forma de la fruta.
acuminata: epíteto latíno que significa "acuminada".
Sinonimia
- Crepis acuminata subsp. pluriflora Babc. & Stebbins
- Crepis angustata Rydb.
- Crepis seselifolia Rydb.[2]
- Berinia acuminata (Nutt.) Sch.Bip. in Jahresber. Pollichia 22-24: 315. 1866
- Hieracioides acuminatum (Nutt.) Kuntze, Revis. Gen. Pl. 1: 345. 1891
- Crepis acuminata subsp. typica Babc. & Stebbins in Publ. Carnegie Inst. Wash. 504: 170. 1938, nom. inval.
- Crepis acuminata subsp. pluriflora Babc. & Stebbins in Publ. Carnegie Inst. Wash. 504: 178. 1938[5]